# ソーシキ博士
ソーシキ博士（ソーシキはかせ）は、日本の映像作家、アニメーター、画家、ゲーム配信者。個展を開催する傍ら、自身で全てのデザインを手掛けたオリジナル雑貨や随筆を掲載した小冊子を製作し、不定期で販売している。

## 来歴

### 生い立ち
宮城県仙台市で生まれた。家は山の中にあったため、学校に通うのも山と街を往復する形だったという。あまり体の強い方ではなかった。幼少期から、ふと道の脇にある電信柱の隙間へ入った直後に車が激突し交通事故を免れたり、友達と山で遊んでいた時その場にいた全員が「帰れ」という（どんなスピーカーでも出せないような）大声を聴いたりするなど、不思議な出来事を経験してきた。両親は共働きだったため、夜は祖母、七つ離れた兄、三つ離れた姉と家で過ごしており、当時の唯一の電子機器であった茶の間のテレビを兄がゲームで独占すればただそれを眺めていたという。

## 作風
幻想的な色使いが特色。また3DCGを駆使した非現実的なのにどこか懐かしい質感で独自の映像世界を作り上げる。物語から離れた表現に重点が置かれるが、海近くの小田原への移住後は特に画家としての活動が活発で、「意味や情緒から離れて、ただそこに物がある事の愛嬌を描くのが今は楽しい」と述べている。

## アニメーション作品
- 2015年
  - 「Many Shapes （メニイシェイプス） / Taiko Super Kicks」ミュージックビデオを製作[3]。
  - 「The Donburi Treasure」「Momotaro」他[4]。
- 2016年
  - Eテレ「シャキーン！」内で「エアロビクイズ」を製作[5]。
  - 「Pluggin’ Away / Zulllu」ミュージックビデオを製作[6]。
  - いとうせいこうフェスのOP映像を製作[7]。
  - 「コーヒーピープル （Coffee People） / TAMTAM」のミュージックビデオを製作[8]。
  - 「Young Folks／Poor Vacation」のミュージックビデオを製作[9]。
  - 「Marron Ball」他[10]。
- 2017年
  - Eテレ「シャキーン！」 内の「ほめられてのびるくん」を製作[11]。
  - 「awake / YeYe」のミュージックビデオを製作[12]。
  - 「わがまま(wagamama) / evening cinema」MVの映像を製作[13]。
  - 「SHE IS SUMMER “Swimming in the Live” OP / MICO」のMusic Videoでアニメーションを担当[14]。
  - "Distal - Psychomagic In An Adobe Home" Music Video[15]にてアニメーションを担当。
  - "東郷清丸 (Togo Kiyomaru) - サマタイム (MusicVideo)"にてアニメーションを担当[16]。
  - ”【TBSラジオ劇場】スマホでラジオがきけるってほんとう！？ / TBSラジオ”にてアニメーションを製作[17]。
  - 「Dentist Baby」他[18]。
- 2018年
  - Eテレ「シャキーン！」内の「必勝！ダブルじゃんけん」「多数決クイズ」を製作。
  - "タクシードライバー（Taxi Driver） / Mom (Official Music Video)"にてアニメーションとディレクチョンを担当[19]。
  - "The Love Letter ／「FELT」Official Artwork Video"を製作[20]。
- 2019年
  - 「AbemaTVの便利な使い方CM 」にてアニメーションを製作[21]。
  - "東郷清丸 (Togo kiyomaru) - L&V (MusicVideo)"にてアニメーションをふりふり組織として担当[22]。
- 2020年
  - Eテレ「シャキーン！」にて「ポケットアニマルズ」「アスレチック公園クイズ」のアニメーションを製作[23]。
  - "Taiko Super Kicks - メニイシェイプス (Official Music Video)"を制作[24]。
  - メルセデス・ベンツ新型「GLA」TVCMソング "Nulbarich - LUCK (Official Music Video)" においてアニメーション監督を務める[25]。
- 2022年
  - 増村十七[26]によるマンガ作品『花四段といっしょ』のプロモーションビデオのアニメーションを制作[27]。
  - また12月24日リリースの"Pain / by Kuro (Official Visualizer)[28]"にて映像を担当。
- 2024年
  - 2023年5月17日発売の配信シングル「およげ!たいやきくん」MONO NO AWAREカヴァーのオフィシャルビデオでアニメーションを製作。

## 文筆活動
- 2021年6月 - 2022年9月
  - 「小説すばる」2021年7月号〜2022年10月号において「個人的なゲームたち」を連載[29]（のちに書籍化され集英社より発売[30]）。
- 2023年
  - 集英社より著書『インディーゲーム中毒者の幸福な孤独[31]』を発売[32]。（2023/12/5）[33]
  - TBSラジオの看板番組『アフター6ジャンクション（通称:アトロク）』にて著書が紹介される[34]。
- 2024年
  - 『文藝』2024 冬季号（河出書房新社）で「特集 ゲームをせんとや生まれけむ」に寄稿。
  - 小冊子『サマー日記』『老人になる方法』発売。

### 共著
- 2021年
  - 星海社より『ゲーマーが本気で薦めるインディーゲーム200選』を発売[35]。（2021年12月23日）

## 個展
- 2020年
  - コロナ禍を受け、YouTube上でオンライン個展「Morning Routine」を開催。視聴者の参加によって祭壇に変化が起こり続ける画期的な作品となった[36][37]。
- 2021年
  - 8月13日-22日に大阪のセレクトショップ「シカク[38]」にて個展「シール日記とおばけの焼き物」を開催[39]。
- 2022年
  - 5月6日-5月15日に東京・高円寺のギャラリー「SUMMER of LOVE」にて「大シール日記展」を開催[40]。
- 2024年
  - 11月15日-17日に東京で、11月22日-24日に小田原で個展「Charm」を開催[41]。
  - Twitchにてチャンネル「趣味のなんてことなの。」を開設。ゲーム配信やラジオを不定期で放送。
- 2025年
  - 2月14-16日に小田原で個展「Charm」を開催。
  - 5月31日-6月15日に大阪で2度目となる展示販売会「シール日記展」を開催予定[42]。

## イラストレーション
- 2018年
  - butaji・スズキナオによるユニット「遠い街」の１st EP『膝』のジャケットイラストを担当。[43]
  - 東郷清丸「サマタイム」アナログ盤ジャケットのCGイラストを担当。
  - 髙田唯の初の海外個展「形形色色」においてフライヤーCGを担当[44]。
  - Taiko Super Kicks presents “Fragment” Release Tour 京都公演フライヤーCGを担当。

## イベント

### 生ゲーム会
- 2018年
  - 「なんてことなの生ゲーム会。～チャプター8～」ソーシキ博士のゲームチャンネル「なんてことなの。」がYoutube登録者数1000人突破したことを記念して開催された[45]。
- 2025年
  - 1月27日 (月) 青山ブックセンターにて我喜屋位瑳務『guinea mate』刊行記念ドローイング画・複製原画展におけるトークイベントのゲストに参加。
  - NAKED LOFT YOKOHAMAにて「趣味のなんてことなの。生トーク会 〜私の100文字日記スペシャル〜」趣味のなんてことなの。の人気コーナー「私の100文字日記」がイベント化された。本人談では自身が主催するオフラインでのイベントはこれが最後になるかもしれないということであるが、ゲスト出演等はその限りではないとしている。[46]